# Zdeněk Hoření
Zdeněk Hoření (9. února 1930 Frýdštejn – 12. února 2021 Praha) byl český a československý novinář, šéfredaktor Rudého práva, politik Komunistické strany Československa, poslanec České národní rady a Sněmovny lidu Federálního shromáždění za normalizace.

## Biografie
Vystudoval obchodní akademii, pracoval pak jako dělník a úředník. Od roku 1954 pracoval jako redaktor deníku Rudé právo. V letech 1956-1957 zachytil jako zahraniční zpravodaj Rudého práva maďarské povstání. V letech 1957-1960 vystudoval žurnalistiku na Vysoké škole stranické v Moskvě. V letech 1962–1968 jako jeho moskevský zpravodaj, vrací se týden před Srpnem. V roce 1969 se stal zástupcem šéfredaktora stranického listu Tribuna. V letech 1969–1983 působil na pozici zástupce šéfredaktora Rudého práva, kde od roku 1983 až do konce komunistického režimu zastával post šéfredaktora. Spolupracoval také s Československým rozhlasem, kde v 70. a 80. letech četl své pravidelné nedělní komentáře k dění. V letech 1972–1983 byl rovněž předsedou Ústředního výboru Československého svazu novinářů. V letech 1976-1983 byl kandidátem Ústředního výboru Komunistické strany Československa, 1983-1989 člen ÚV KSČ, 1984-1989 člen sekretariátu ÚV KSČ. V roce 1970 mu byla udělena Československá novinářská cena, roku 1980 Řád republiky.
XV. sjezd KSČ ho zvolil za kandidáta Ústředního výboru KSČ. Ve funkci kandidáta ÚV KSČ ho potvrdil XVI. sjezd KSČ. Za člena Ústředního výboru KSČ byl kooptován 16. března 1982 a na této pozici ho potvrdil i XVII. sjezd KSČ. V období říjen 1984 – listopad 1989 byl navíc členem sekretariátu ÚV KSČ.

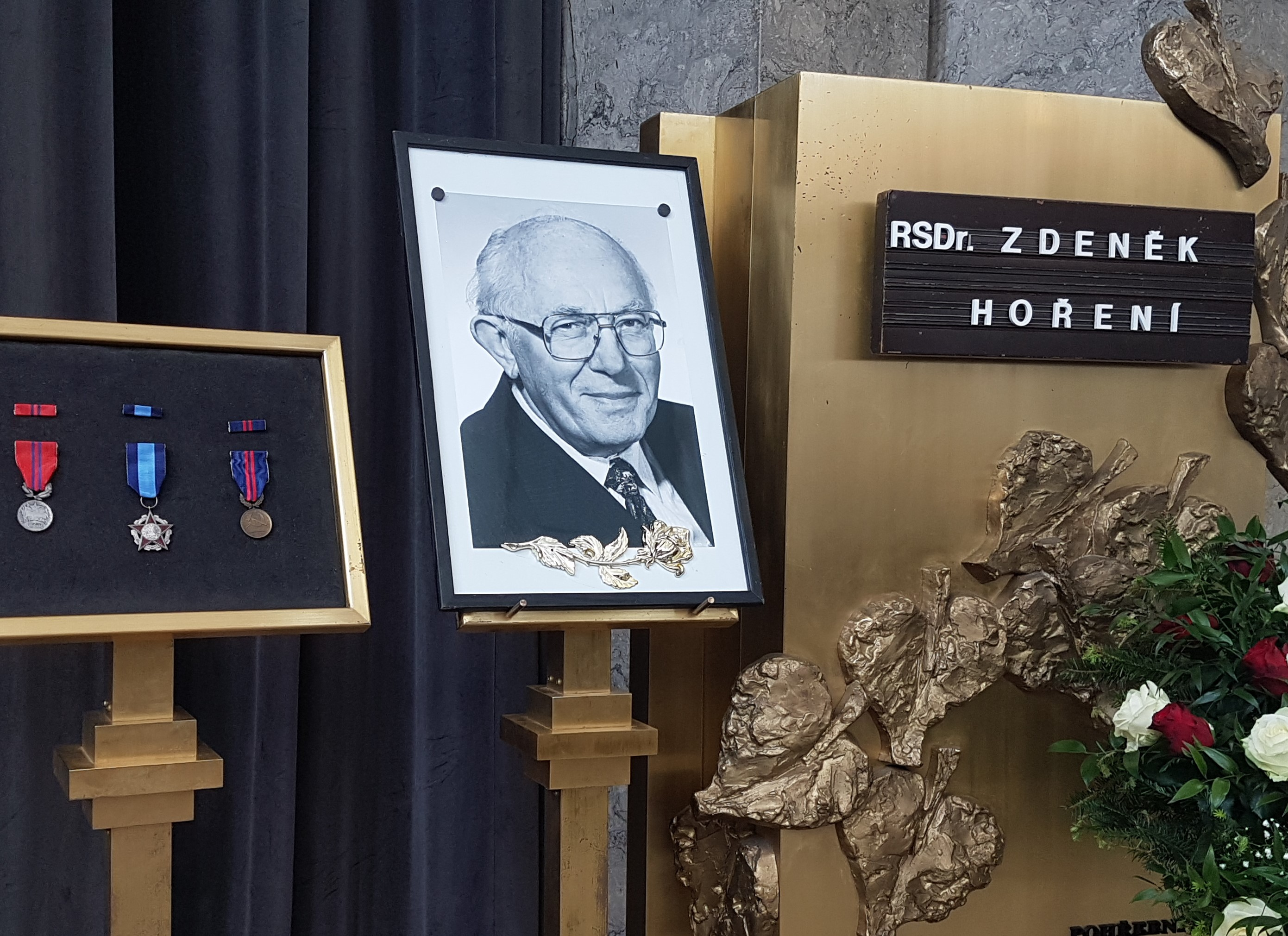
Fotografie z posledního rozloučení se Z. Hořením

Ve volbách roku 1976 usedl do České národní rady. Mandát v ní získal i ve volbách roku 1981.
Ve volbách roku 1986 přešel do Sněmovny lidu (volební obvod č. 64 – Most-Chomutov, Severočeský kraj). Ve Federálním shromáždění setrval do ledna 1990, kdy rezignoval na mandát v rámci procesu kooptací do Federálního shromáždění po sametové revoluci.
Po sametové revoluci se stáhl z veřejného a politického života. Po roce 1991 působil v redakci komunistického deníku Haló noviny, kde je v roce 2013 mezi členy redakce jeho dcera Monika Hoření (narozena 1965).
V roce 1992 byl spoluzakladatelem Společnosti Julia Fučíka.
Zemřel dne 12. února 2021 po zápalu plic a nemoci covid-19 v pražské Thomayerově nemocnici.
Poslední rozloučení se uskutečnilo 3. 6. 2021 ve Velké obřadní síni krematoria v Praze – Strašnicích.